# Chrono (série de jeux vidéo)
Les Chrono sont une série de jeux vidéo parus entre 1995 et 1999 et développés par Square Co., Ltd. puis par Square Enix Co., Ltd.. Elle est initiée par Chrono Trigger, un jeu vidéo de rôle sorti sur Super Famicom le 11 mars 1995 et dont la réalisation fut supervisée par Hironobu Sakaguchi et Yūji Horii. Ce jeu a connu deux suites, Radical Dreamers: Nusumenai Hōseki et Chrono Cross.
Les premier et troisième volets de cette série ont connu un franc succès aussi bien critique que populaire de par le monde. Le second volet, disponible en téléchargement via le système de Satellaview, est resté pour sa part longtemps inconnu dans le monde du fait qu'il soit initialement sorti uniquement au Japon.

## Jeux

### Chrono Trigger
Chrono Trigger est un jeu vidéo de rôle développé par Square Co., Ltd. et sorti sur Super Famicom et Super Nintendo en 1995. Il fut porté sur PlayStation en 1999 et sur Nintendo DS en 2008. Il est à cette occasion traduit pour la première fois en français. Il est encore considéré aujourd'hui comme l'un des meilleurs jeux que Squaresoft a réalisé aux côtés de Secret of mana et de la série Final Fantasy
L'histoire de Chrono Trigger débute au royaume de Gardia, lors de la foire du millénaire célébrant la fondation du royaume. Le joueur y incarne Chrono, un jeune garçon qui sera contraint de voyager dans le temps pour retrouver son amie Marle, disparue à la suite d'un accident de téléporteur l'ayant projetée 400 ans en arrière. En voyageant dans le temps, Chrono et ses compagnons découvriront qu'une terrible menace pèse sur leur avenir et tenteront alors de l'empêcher de se concrétiser.
Le thème principal de Chrono Trigger est le voyage dans le temps. En effet, le joueur a la possibilité de visiter pas moins de sept époques différentes à l'aide de passages appelés « Portails temporels » et d'une machine nommée Ibis, chaque action entreprise dans le passé ayant une répercussion sur l'avenir. De ce fait, le joueur a la possibilité d'affronter le boss final à différents stades d'avancement du scénario et peut ainsi débloquer jusqu'à treize fins différentes.
Ce titre est le tout premier de Square à utiliser le mode « Nouvelle Partie ★ », permettant de recommencer le jeu une fois celui-ci terminé une première fois tout en conservant les attributs de ses personnages, les compétences apprises et une partie des objets collectés. Certaines des fins ne sont accessibles qu'en mode Nouvelle Partie ★.

### Radical Dreamers
Radical Dreamers: Nusumenai Hōseki est un visual novel développé par Square Co., Ltd. et sorti sur Super Famicom via le système de téléchargement par satellite Satellaview en 1996.
L'histoire de Radical Dreamers débute alors que Serge, le narrateur de l'histoire, accompagné de la jeune voleuse Kid et du magicien taciturne Magil, s'introduit dans le Manoir Viper, la demeure d'un aristocrate nommé Lord Lynx, pour y dérober la Flamme de Glace, un joyau aux pouvoirs mystiques.
Dans Radical Dreamers, le joueur découvre les aventures de Serge à travers son journal intime, retrouvé par son petit-fils bien longtemps après sa mort. Il a la possibilité d'influer sur l'histoire en effectuant un choix entre plusieurs options lorsque cela lui est proposé. Une des particularités de Radical Dreamers tient à son aspect visuel assez secondaire, le texte tenant une place prédominante. Comme de nombreux autres jeux de ce genre, Radical Dreamers possède plusieurs arcs, ici tous indépendants les uns des autres. Pour pouvoir y accéder, le joueur doit tout d'abord avoir fini l'arc principal une première fois, ce qui rapproche ce système du mode Nouvelle Partie ★.

### Chrono Cross
Chrono Cross est un jeu vidéo de rôle développé par Square Co., Ltd. et sorti sur PlayStation en 1999.

Le logo de Chrono Cross.

L'histoire de Chrono Cross débute dans un petit village de pêcheurs nommé Arni et situé sur l'archipel d'El Nido. Le joueur y incarne Serge, un jeune garçon qui sera emporté par une vague alors qu'il discutait sur la plage avec son amie Leena et qui se retrouvera dans un monde où, censé être mort dix ans plus tôt, personne ne le connaît. Accompagné de Kid, une jeune voleuse, il tentera alors de trouver des réponses à ses questions.
Le thème principal de Chrono Cross est celui du voyage entre univers parallèles et le concept d'uchronie y est exploité. En effet, le joueur voyage entre deux mondes différents, appelés « Home World » et « Another World » et qui correspondent respectivement au monde d'origine du héros et au monde ou il est censé être mort, à l'aide de portails dimensionnels. D'un monde à l'autre, certaines personnes ou certains lieux peuvent être complètement différents. Tout comme Chrono Trigger, Chrono Cross possède plusieurs fins et utilise le mode Nouvelle Partie ★.

## Accueil
La série a globalement reçu un bon accueil de la part des critiques et de la presse spécialisée.
En effet, Chrono Trigger a fait l'objet de nombreuses critiques positives et ce quelle que soit sa version. Le site Gamekult qualifie de « bien vu », l'ajout d'un des deux nouveaux donjons de la version Nintendo DS tandis que les sites Metacritic et GameRankings lui associent une note globale de 92 et de 91,82 %,,.